# Hag
Hag (službeno: ’s-Gravenhage, niz. Den Haag, nje. Den Haag, eng. The Hague) je grad u Nizozemskoj. Upravno je središte Nizozemske, a nalazi se u pokrajini Južnoj Nizozemskoj čije je također upravno središte. Po veličini je treći grad u Nizozemskoj iza Amsterdama i Rotterdama.
U Hagu se nalaze Eerste Kamer i Tweede Kamer, gornji i donji dom nizozemskog parlamenta. Nizozemska kraljica Beatrix također živi i radi u Hagu. Sva strana veleposlanstva i vladina ministarstva su smještena u gradu, kao i Visoki upravni sud i brojne lobističke organizacije. Usprkos tome, službeni je glavni grad Nizozemske prema ustavu Amsterdam. Hag je jedan od glavnih gradova Ujedinjenih naroda i sjedište nekoliko ustanova UN-a. To su:
- Međunarodni sud, smješten u Palači mira (Vredespaleis, čiju je izgradnju financirao Andrew Carnegie)
- Međunarodni sud za ratne zločine počinjene na području bivše Jugoslavije, u Hrvatskoj zvan i Haaški sud i Haaški tribunal
- Međunarodni kazneni sud
- Organizacija za zabranu kemijskog oružja
- Model Ujedinjenih naroda za obrazovanje kroz simulaciju

Ovdje se nalazi i Haaška akademija za međunarodno pravo.

## Povijest
Hag je utemeljio 1248. godine grof Nizozemske i kralj Njemačke Vilim II. Nizozemski koji je trebao postati car Svetog Rimskog Carstva. U Nizozemskoj, u šumi blizu Sjevernog mora je izgradio dvorac u kojem je namjeravao živjeti, no prije krunidbe je poginuo u bitci. Sačuvani dijelovi dvorca zovu se Ridderzaal (Viteška dvorana) i još su u uporabi za političke događaje. Nizozemski grofovi kasnije su koristili Hag kao svoje upravno središte. Des Graven Hage doslovno znači "Grofova živica" ili "Grofov privatni posjed". Dogovorom snažnih gradova Nizozemske poput Leidena, Delfta i Dordrechta tada mali i nevažni Hag izabran je za upravno središte. Ova odluka kroz stoljeća nije mijenjana i stoga je Hag do danas ostao vladino sjedište, ali ne i službeni glavni grad.
Kako bi se zaustavio rast grada, Hagu nisu dodijeljena gradska prava, niti je bilo dopušteno graditi gradske zidine. Kada je u šesnaestom stoljeću gradnja zidina konačno dopuštena, stanovništvo je odlučilo preusmjeriti novac u izgradnju vijećnice. To se pokazalo katastrofalnom pogreškom tijekom Osamdesetogodišnjeg rata kada su španjolske snage lako zauzele grad. Hag je konačno službeno proglašen gradom za francuske okupacije 1806., stoljećima poslije ostalih nizozemskih gradova. Zbog toga u Nizozemskoj postoji urbana legenda o tome kako je Hag formalno još uvijek selo.
Grad zbog svoje povijesti nema veliku staru jezgru kao obližnji Leiden i Delft. Međutim, nakon što je vlada poslije 1850. počela igrati veću ulogu u nizozemskom društvu Hag se brzo proširio. Stariji dijelovi grada stoga potječu iz 19. i ranog 20. stoljeća. Hag je pretrpio velika oštećenja tijekom Drugog svjetskog rata. Sustav obalnih utvrda Atlantski zid bio je izgrađen kroz grad, zbog čega su Nijemci razorili cijele četvrti. Dana 3. ožujka 1945. britanski RAF je bombardirao četvrt Bezuidenhout s ciljem uništenja instalacije rakete V-2 u obližnjem parku. Zbog navigacijskih pogrešaka bombe su pale na gusto naseljene dijelove grada, te je preko 500 ljudi poginulo, a ožiljci na gradu vidljivi su i dan-danas.
Hag je u poslijeratnom razdoblju u jednom trenutku bio najveće europsko gradilište. Grad se uvelike proširio na jugozapad, a razoreni dijelovi brzo su obnovljeni i broj stanovnika je oko 1970. dosegao 550.000. U 1970-ima i 1980-ima se uglavnom bjelački srednji sloj stanovništva preselio u predgrađa kao što su Voorburg, Leidschendam, Rijswijk i, najviše od svih, u Zoetermeer. Ovaj bijeg iz centra doveo je do podjele na osiromašeno središte i bogata predgrađa, inače česte na Zapadu. Pokušaji uključivanja dijelova predgrađa u administrativno područje Haga bili su izrazito kontroverzni. Ipak, u devedesetima je, uz pristanak nizozemskog parlamenta, Hag uspio pripojiti značajna područja susjednih gradova u kojima su izgrađena ili se još uvijek grade nova stambena područja. Simbol Haga je roda.
U Hagu su rođeni neki od članova nizozemske kraljevske obitelji: Vilim V. ("stadtholder", glavni magistrat Ujedinjenih pokrajina Nizozemske), Vilim I. (kralj), Vilim II. (kralj), Vilhelmina (kraljica), Juliana (kraljica) te Katarina-Amalija (kći princa Vilima-Aleksandra).

## Grad
Gradski život je usredotočen oko Hofvijvera i Binnenhofa, gdje je smješten parlament. Hag je najveći nizozemski grad na obali Sjevernog mora. Gradsko područje obuhvaća dva priobalna gradića: glavno obalno odmaralište Scheveningen u sjeverozapadnom dijelu grada je omiljeno odredište za turiste i izlazak mladih. Scheveningen je najposjećenije priobalno mjesto u Beneluksu s 10 milijuna posjetitelja godišnje. Vjerojatno ga zbog tog razloga mnogi, čak i Nizozemci, pogrešno smatraju odvojenim gradom iako je zapravo jedan od osam haaških okruga, stadsdelena. 
Drugo priobalno odmaralište Haga je Kijkduin, na jugozapadu. Mnogo je manji i privlači uglavnom domaće stanovništvo. Bivša nizozemska kolonija Nizozemska istočna Indija ("Nederlands-Indië", danas Indonezija) ostavila je svoj trag u Hagu. Brojne su ulice nazvane po mjestima Nizozemske istočne Indije, a u gradu živi velika "indijska" ("Indische(e)" ili "Indo"), zapravo miješano nizozemsko-indonezijska zajednica. Od 1949. i gubitka nizozemskih posjeda, među ovim stanovnicima uvriježio se za Hag nadimak 'Udovica "Indië"'.
Jedna od osobitosti Haga su široke i duge ulice u starijim dijelovima grada. Kuće su obično niske, s najviše tri kata, i prilično elegantne. Gradski plan je prostorniji nego u drugim nizozemskim gradovima, a u gradu gotovo uopće nema kanala jer su svi krajem 19. stoljeća isušeni.
U Hagu se nalaze neke od najbogatijih i najsiromašnijih četvrti Nizozemske. Bogatija područja uglavnom su smještena zapadno od Laan van Meerdervoorta. Siromašnija se pak nalaze u južnim i istočnim dijelovima grada. Ova se podjela odrazila i u lokalnom naglasku: za bogatije građane se često koristi naziv "Hagenaars" (Hagenari), a njihov govor naziva se "bekakt" (nizozemski: 'izasran'), za razliku od skupine "Hagenezen" (Hagenezi), koji govore "plat Haags". Među ovim dvjema društvenim skupinama nema puno komunikacije.

## Gospodarstvo
Velik broj zaposlenih u gradu radi u državnoj upravi, u vladinim ministarstvima i drugim javnim organizacijama. Uz to, u Hagu svoje sjedište ima i nekoliko većih gospodarskih subjekata:
- Royal Dutch Shell, jedna od najvećih svjetskih naftnih tvrtki, i jedna od najvećih svjetskih tvrtki uopće
- KPN, nizozemska nacionalna telekomunikacijska tvrtka
- AEGON, jedna od najvećih nizozemskih osiguravajućih tvrtki
- TPG, veliki međunarodni davatelj poštanskih i logističkih usluga

U Hagu nikad nije postojala velika industrijska baza, uz izuzetak ribarske luke u Scheveningenu.

## Kultura
Hag nema osobito uzbudljiv noćni život. Ograničen je uglavnom na luksuzno kino Pathé Buitenhof i nekoliko barova i restorana u blizini, a slična struktura noćnog života oko kina je i u Scheveningenu. S druge strane, u gradu postoji veći broj muzeja i kulturnih ustanova:
- Madurodam je minijaturni grad koji odražava izgled Nizozemske.
- Mauritshuis izlaže brojne slike Johannesa Vermeera, Rembrandta van Rijna i Paulusa Pottera.
- Kraljevsko kazalište i Nationaal Toneel-group nalaze se na Korte Voorhoutu.
- Gemeentemuseum ima veliku zbirku slika nizozemskog slikara Pieta Mondriana i ostalih modernih umjetnika.
- Muzej Eschera je smješten u bivšoj Kraljevskoj palači na Lange Voorhoutu.
- Slavni pisci iz Haga su Remco Campert, Simon Carmiggelt, Louis Couperus i pjesnik Bart Chabot.
- Panorama Mesdag je cilindrična 'panoramska' slika, 14 metara visoka i 120 metara duga, koja prikazuje Hag i Scheveningen u 19. stoljeću, autora Hendrika Willema Mesdaga. Predstavljena je tako da daje iluziju gledanja stvarnog prizora, a ne slike.
- Muzej Beelden aan Zee ima veliku zbirku kipova, uglavnom umjetnika iz 20. stoljeća.
- Museon je znanstveni muzej.
- Congresgebouw je domaćin godišnjem North Sea Jazz Festivalu. Međutim, u skoroj se budućnosti festivalska organizacija kani preseliti u Rotterdam.
- Hag je dao rock-skupine Shocking Blue i Golden Earring i satiričare Keesa van Kootena i Wima de Biea.
- Lucent Theatre je domaćin slavljenom Nederlands Dans Theatreu, ili NDT-u, družini suvremenog plesa. NDT-ovu zgradu je dizajnirao nizozemski arhitekt Rem Koolhaas 1988.

## Šport
Mjesni nogometni klub se zove ADO Den Haag.
Slavni sportaši iz ovog grada su:
- Wimbledonski pobjednik 1996. godine, Richard Krajicek
- Bivši nizozemski nogometni izbornik Dirk Advocaat
- Joop Zoetemelk, najuspješniji nizozemski biciklist ikad; pobjednik je Tour de Francea 1980., na kojem je i šest puta osvojio drugo mjesto
- Četverostruki Embassy / Lakeside prvak u pikadu Raymond van Barneveld
- Olimpijski pobjednik u brzom klizanju na 10 km 1992. Bart Veldkamp
- Olimpijski pobjednica u plivanju 1964. i trenutna predsjednica Nizozemskog olimpijskog odbora Erica Terpstra
- Peter Blangé, jedan od glavnih igrača nizozemske odbojkaške momčadi koja je osvojila zlatno odličje na OI 1996. godine u Atlanti
- Jan Hein Donner, šahovski velemajstor, višestruki osvajač nizozemskog prvenstva. Bio je među najboljim svjetskim igračima 1960-ih.

## Godišnji događaji
- Kolovoz: HaSchiBa - multikulturalni festival
- Ljeto: serije tjednih vatrometa, i jednom tjedno vatrometni festival

## Prijevoz
Javni prijevoz u Hagu čine brojne tramvajske i autobusne linije, kojima upravlja Haagsche Tramwegmaatschappij (HTM). Planovi za izgradnju podzemne željeznice sedamdesetih su godina odbačeni. Ipak, od 2004. u gradskom središtu postoji tunel s dvije podzemne tramvajske postaje (Spui i Grote Markt) kojim prolaze linije broj 2, 3 i 6.
U izgradnji je sustav prigradske željeznice zvan Randstadrail koji će spajati Hag, Rotterdam, Zoetermeer i predgrađa.
Dvije su glavne željezničke postaje: Den Haag Hollands Spoor (gv) i Den Haag Centraal (gvc). Pomalo je zbunjujuće što brojni vlakovi mimoilaze središnju postaju Centraal jer je terminalna postaja. Tako na primjer ekspresni Thalys Pariz – Amsterdam staje na postaji Den Haag Hollands Spoor. Središnja pak postaja spaja Hag sa svim važnijim nizozemskim gradovima, često izravnim željezničkim vezama.
Najbliža zračna luka je rotterdamska, ali do nje nije jednostavno doći javnim prijevozom pa većina putnika leti preko amsterdamske zračne luke Schiphol prema kojoj vlakovi voze svakih 15 minuta.
Glavne autoceste u blizini Haga su: A12 (prva autocesta u Nizozemskoj) koja vodi do Utrechta i dalje do granice s Njemačkom, i A4, koja spaja Amsterdam, Hag i Rotterdam s belgijskim gradovima Antwerpenom i Bruxellesom.

## Stanovništvo
1796: 41.300

1830: 56.100

1849: 63.600

1879: 113.500

1899: 206.000

1925: 394.500

1970: 550.000

1990: 441.327

2000: 441.097

2004: 469,568

## Podpodjele
| Hag se službeno sastoji od osam cjelina (stadsdelen): - Center - Escamp - Haagse Hout - Benoordenhout - Bezuidenhout (vidi također Raketa V-2) - Haagse Bos - Marlot - Mariahoeve - Laak - Laakkwartier - Leidschenveen-Ypenburg - Loosduinen - Waldeck - Kraayenstein - Loosduinen | - Scheveningen - Scheveningen - Duinoord - Statenkwartier - Belgisch Park - Segbroek - Bomen- en Bloemenbuurt - Regentessekwartier - Valkenboskwartier - Vogelwijk - Vruchtenbuurt |

## Obližnja naselja
- Delft
- Leiden
- Rijswijk
- Voorschoten
- Wassenaar
- Wateringen
- Zoetermeer
- Leidschendam
- Voorburg
- Rotterdam

## Poznate osobe
- Martinus Nijhoff, pjesnik, dramski pisac, prevoditelj i esejist

## Vanjske poveznice
- Grad Hag (nizozemski)
- Grad Hag (nizozemski)